# Ramazan Övüç
Ramazan Övüç (* 16. März 1994 in Kocasinan) ist ein türkischer Fußballspieler.

## Karriere
Övüç begann mit dem Vereinsfußball 2008 in der Jugendabteilung von Kayseri İl Özel İdaresispor und wechselte 2006 in den Nachwuchs von Kayseri Erciyesspor. Zur Saison 2011/12 wurde er in den Profikader aufgenommen und absolvierte in seiner ersten Saison neun Zweitligaeinsätze. Ab seiner zweiten Saison wurde er von Erciyesspor die nächsten zwei Spielzeiten immer an Vereinen der unteren Ligen ausgeliehen.
Im Sommer 2014 wechselte er zum Erstligisten Trabzonspor und wurde wenige Tage nach seinem Wechsel an Aydınspor 1923 ausgeliehen. Für die Saison 2016/17 lieh ihn sein Klub an den Zweitligisten Eskişehirspor und für die Saison 2017/18 an den Zweitligisten Samsunspor aus.